# Хрішкань
Хрішкань, Хрішкані (рум. Hrișcani) — село у повіті Ботошані в Румунії. Входить до складу комуни Вледень.
Село розташоване на відстані 369 км на північ від Бухареста, 11 км на захід від Ботошань, 104 км на північний захід від Ясс.

## Населення
За даними перепису населення 2002 року у селі проживали 159 осіб, усі — румуни. Усі жителі села рідною мовою назвали румунську.